# Pierre Sévigny
Joseph Pierre Albert Sévigny PC, OC (* 12. September 1917 in Québec; † 20. März 2004 in Montreal) war ein kanadischer Politiker, Unternehmer, Offizier und Professor. Sévigny gehörte der Progressiv-konservativen Partei an und war von 1958 bis 1963 stellvertretender Verteidigungsminister im Kabinett von John Diefenbaker. 1966 stand er im Zentrum der Munsinger-Affäre.

## Biografie
Der Sohn des Unterhausabgeordneten und Ministers Albert Sévigny studierte an der Universität Laval und an der Columbia University. Nach erfolglosen Bemühungen, eine Schauspielerkarriere zu beginnen, war er als Immobilienmakler, Bauunternehmer und Import-/Export-Händler tätig. Unter dem Pseudonym Peter Maple schrieb er Beiträge für die Saturday Evening Post.
Sévigny diente während des Zweiten Weltkriegs als Soldat der kanadischen Armee und stieg zum Obersten auf. Für seine Verdienste in der Schlacht um Hügel 262 erhielt er den polnischen Orden Virtuti Militari und den französischen Croix de guerre. Zusammen mit der 1. Polnischen Panzerdivision hatte er den Durchbruch deutscher Panzer aus dem Kessel von Falaise verhindert. Während der Schlacht im Reichswald verlor er ein Bein. Über seine Kriegserlebnisse schrieb er das Buch Face à l’ennemi, wofür er 1948 von der Académie française mit dem Prix de Ferrières ausgezeichnet wurde. 1965 schrieb er ein zweites Buch, This Game of Politics.
Auf Seiten der Progressiv-konservativen Partei kandidierte er bei der Unterhauswahl 1958 und wurde im Wahlbezirk Longueuil—Pierre-Boucher gewählt. Im Kabinett von John Diefenbaker war er stellvertretender Verteidigungsminister. Bei der Wahl 1962 gelang ihm die Wiederwahl, hingegen wurde er bei der Wahl 1963 abgewählt.
Zwischen 1958 und 1961 hatte Sévigny eine Liebesaffäre mit Gerda Munsinger, einer angeblichen Prostituierten aus Deutschland, die im Verdacht stand, für die Sowjetunion zu spionieren. Die Royal Canadian Mounted Police informierte Justizminister Davie Fulton, dass sie mit einem Kabinettskollegen verkehre. Sévigny wurde identifiziert, nachdem die Ermittler herausgefunden hatten, dass das seltsames Geräusch auf den Überwachungsaufnahmen seine auf den Boden fallende Prothese gewesen war. Die Munsinger-Affäre flog 1966 auf und sorgte für einen wochenlangen Medienrummel. Der damalige Premierminister Lester Pearson ordnete eine Untersuchung an, die Diefenbaker wegen dessen Nachsichtigkeit kritisierte, bei Sévigny aber kein Fehlverhalten bezüglich Verletzung von Sicherheitsbestimmungen nachweisen konnte.
Ab 1967 lehrte Sévigny Verwaltungswissenschaft an der Columbia University und war dort Assistenzprofessor. 1978 gründete er in der Provinz Québec die Partei Les Démocrates, die sich aber zwei Jahre später wieder auflöste. 1994 erhielt er den Order of Canada.